# 巴尔多罗斯
巴尔多罗斯，是西班牙卡斯蒂利亚-莱昂布尔戈斯省的一个市镇。总面积17平方公里，总人口125人（2001年），人口密度7人/平方公里。